# Seuneubok Lapang (Peureulak Timur)
Seuneubok Lapang is een bestuurslaag in het regentschap Aceh Timur van de provincie Atjeh, Indonesië. Seuneubok Lapang telt 1809 inwoners (volkstelling 2010).